# Bougré Dé Zoaga
Pour les articles homonymes, voir Bougre et Bougré.
Bougré Dé Zoaga ou Bougré de Zoaga est un village du département et la commune rurale de Zoaga, situé dans la province du Boulgou et la région du Centre-Est au Burkina Faso.